# 銀の指環
「銀の指環」（ぎんのゆびわ）は、1974年1月20日に発売されたチューリップの通算5枚目のシングル。

## 制作
「心の旅」から続く姫野ボーカル3作目。これまでのシングルとは異なるアップテンポな仕上がりとなっている。大磯ロングビーチでの合宿中に短時間で作られ、海外（ロサンゼルス）でレコーディングされている。この曲のリリース後、姫野は声帯にポリープが見つかり、手術などで休養していた時期があった。その間、TV番組などに出演した際には、財津和夫が代わりにボーカルを務めていた。

## 収録曲
| 全作詞・作曲: 財津和夫、全編曲: チューリップ。 |                  |          |            |      |
| #                                              | タイトル         | 作詞     | 作曲・編曲 | 時間 |
| 1.                                             | 「銀の指環」     | 財津和夫 | 財津和夫   | 2:37 |
| 2.                                             | 「セプテンバー」 | 財津和夫 | 財津和夫   | 2:42 |
| 合計時間:                                      | 合計時間:        | 5:19     |            |      |

B面は、1973年の時点でほぼ完成しており、同年9月23日のライブを収録した「LIVE!! ACT TULIP」の完全版（2008年に発売された限定版のボックス・セット「LIVE ACT TULIP 1973-1979」に収録）で、メドレー形式で聞くことができる。また、第三期の1987年のシングル「抱きあって」のCD版に、アレンジを変更したリメイク版として収録されている。

## クレジット
| SHOO KUSANO - SHINKO PRODUCTIONS |

| Guitar, Piano, Mellotron KAZUO ZAITSU |
| Bass AKIRA YOSHIDA                    |
| Lead Guitar TOSHIYUKI ABE             |
| Drums MASATOSHI UEDA                  |
| Piano, Guitar TATSUYA HIMENO          |

| Produced by KAZUNAGA NITTA                        |
| Engineered by WAYNE DAILEY RIC TARAINTUNI         |
| Mastering Engineered by WAYNE DAILEY PRETTY ITOH  |
| Management & Photo by WAYNE DAILEY SHIRO NISHIDA  |
| Recorded at SUNSET STUDIOS, Hollywood, Los Angels |

| Thank You SHOO KUSANO - Executive Producer |

## カバー
| 曲名     | アーティスト | 収録作品               | 発売日         | 規格品番    | 備考                                                                 |
| -------- | ------------ | ---------------------- | -------------- | ----------- | -------------------------------------------------------------------- |
| 銀の指環 | 財津和夫     | 『CALL』               | 1992年12月10日 | PICL-1047   | セルフカバー フジテレビ系『なるほど!ザ・ワールド』エンディングテーマ |
| 銀の指環 | ROLLY        | 『ROLLY COMES ALIVE!』 | 2017年4月5日   | KICS-3478/9 |                                                                      |